# Сиуатанехо
Сиуатанехо (исп. Zihuatanejo) — четвёртый по величине город мексиканского штата Герреро, административный центр муниципалитета Сиуатанехо-де-Асуэта. Численность населения, по данным переписи 2010 года, составила 67 408 человек.

## История города
Первыми обитателями области, в которой находится город, были кочевые племена, занимавшиеся охотой и собирательством. К XV столетию область населяли небольшие группы племён, занимавшиеся добычей соли. После завоевания ацтекскими племенами вплоть до колумбовой эпохи область была практически оставлена людьми.
Существуют некоторые мифы и легенды, связанные с этим местом. Одна из легенд гласит, что Сиуатанехо был прибежищем, посвященным злой богине Сиуатетео. Она, как полагали, была матерью человеческого рода, а также богиней женщин, которые умирали при родах, и воинов, которые погибли в сражении. В современном Сиуатанехо есть область Ла Мадера (исп. La Madera), находящаяся к востоку от порта, в которой нашли много остатков керамических изделий. Считается, что там находилось святилище этой богини. Область также, по всей видимости, была последним пристанищем для именитых людей.

## В культуре
Город упоминается в повести Стивена Кинга «Рита Хейуорт и спасение из Шоушенка» и в снятом по повести фильме Фрэнка Дарабонта «Побег из Шоушенка».

## Фотографии

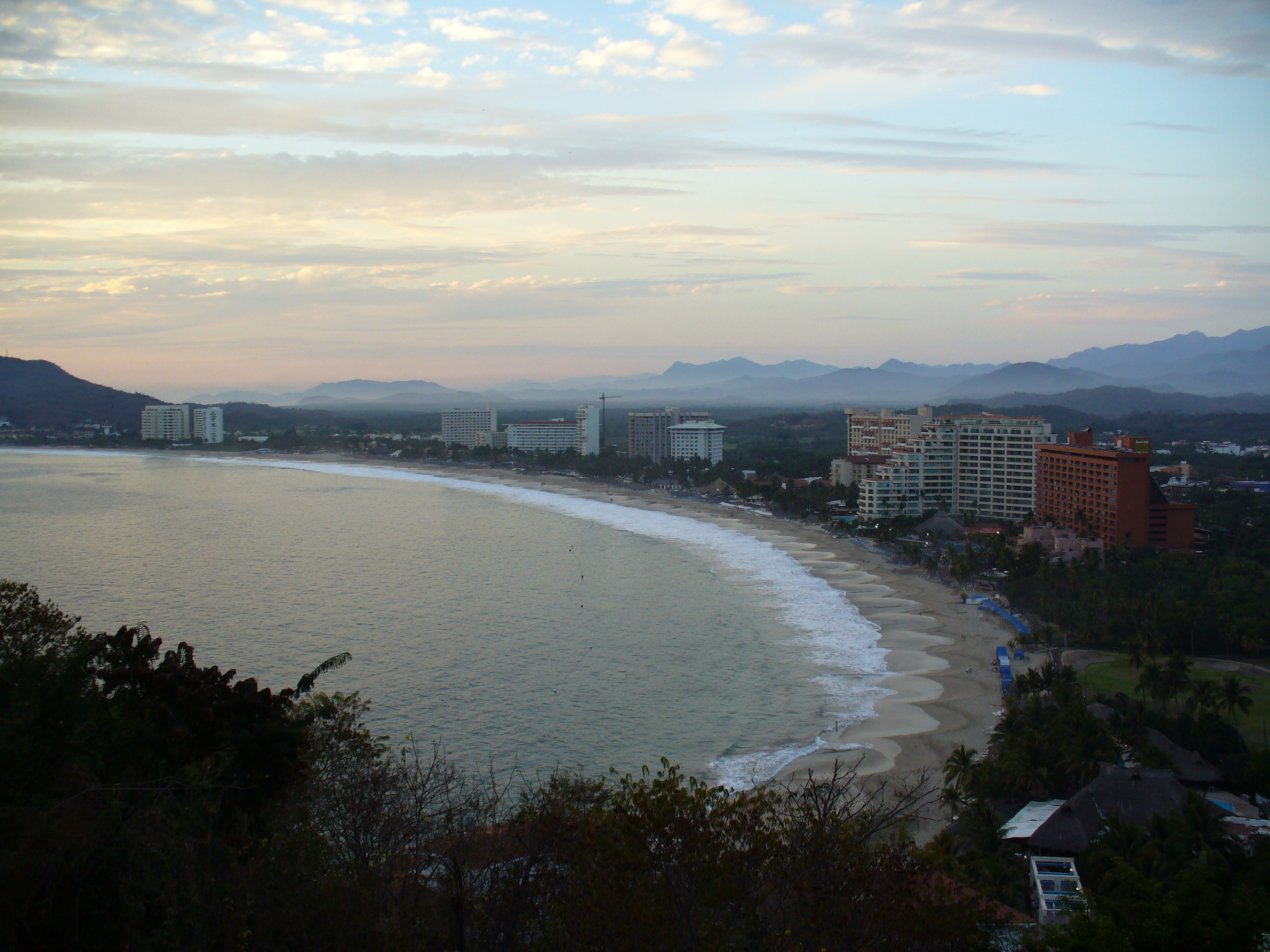
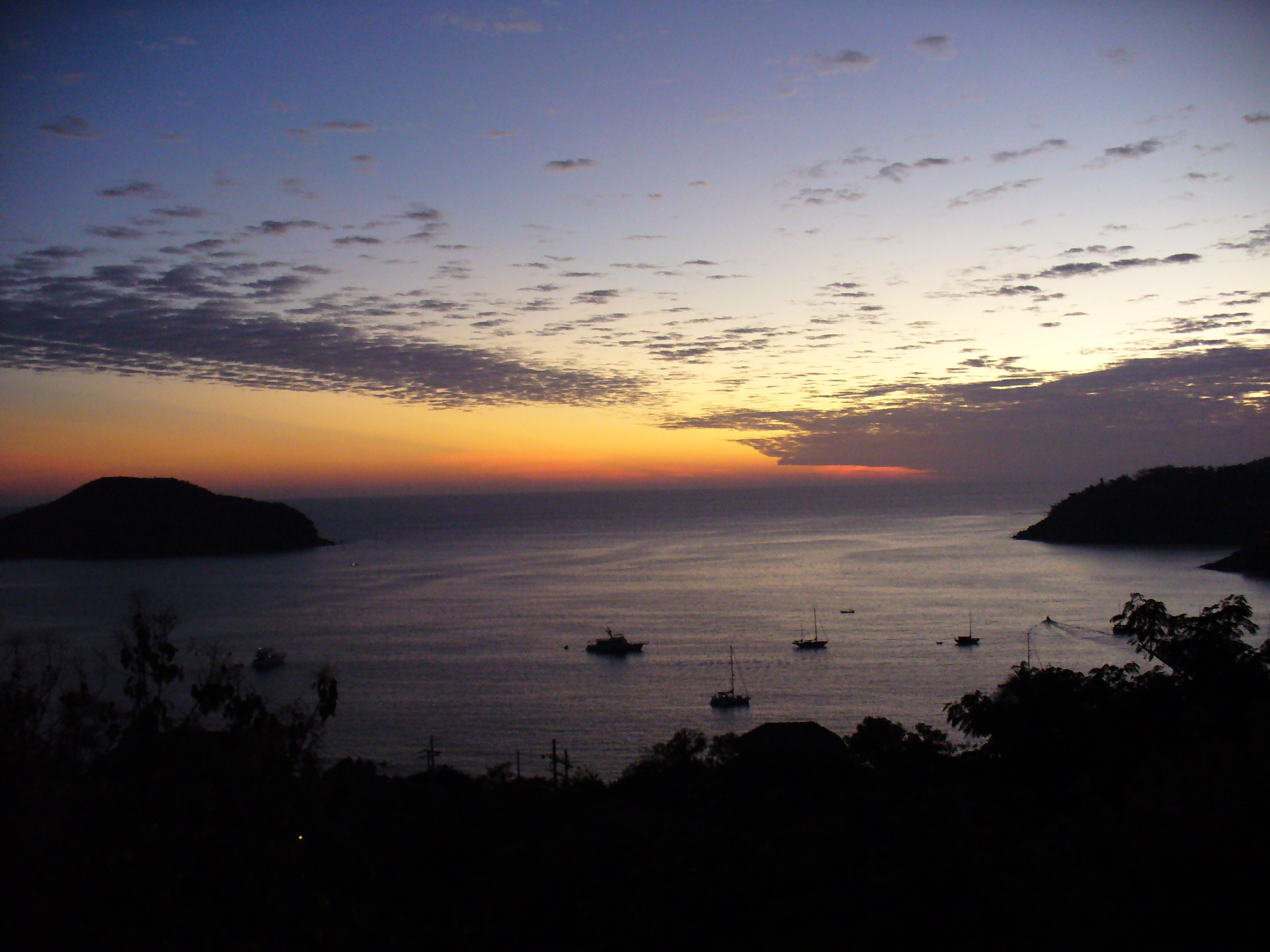
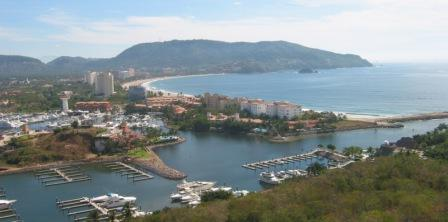
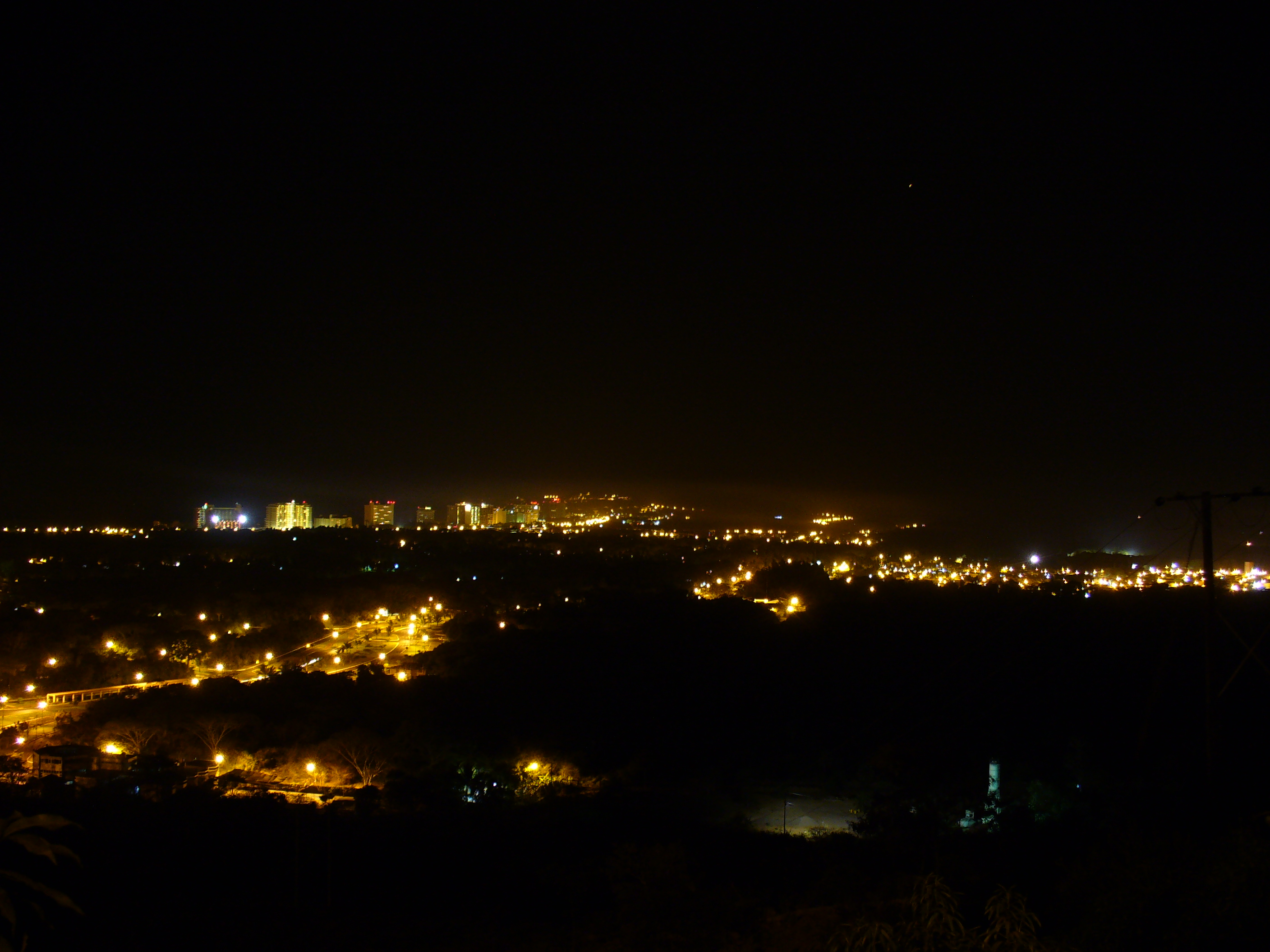
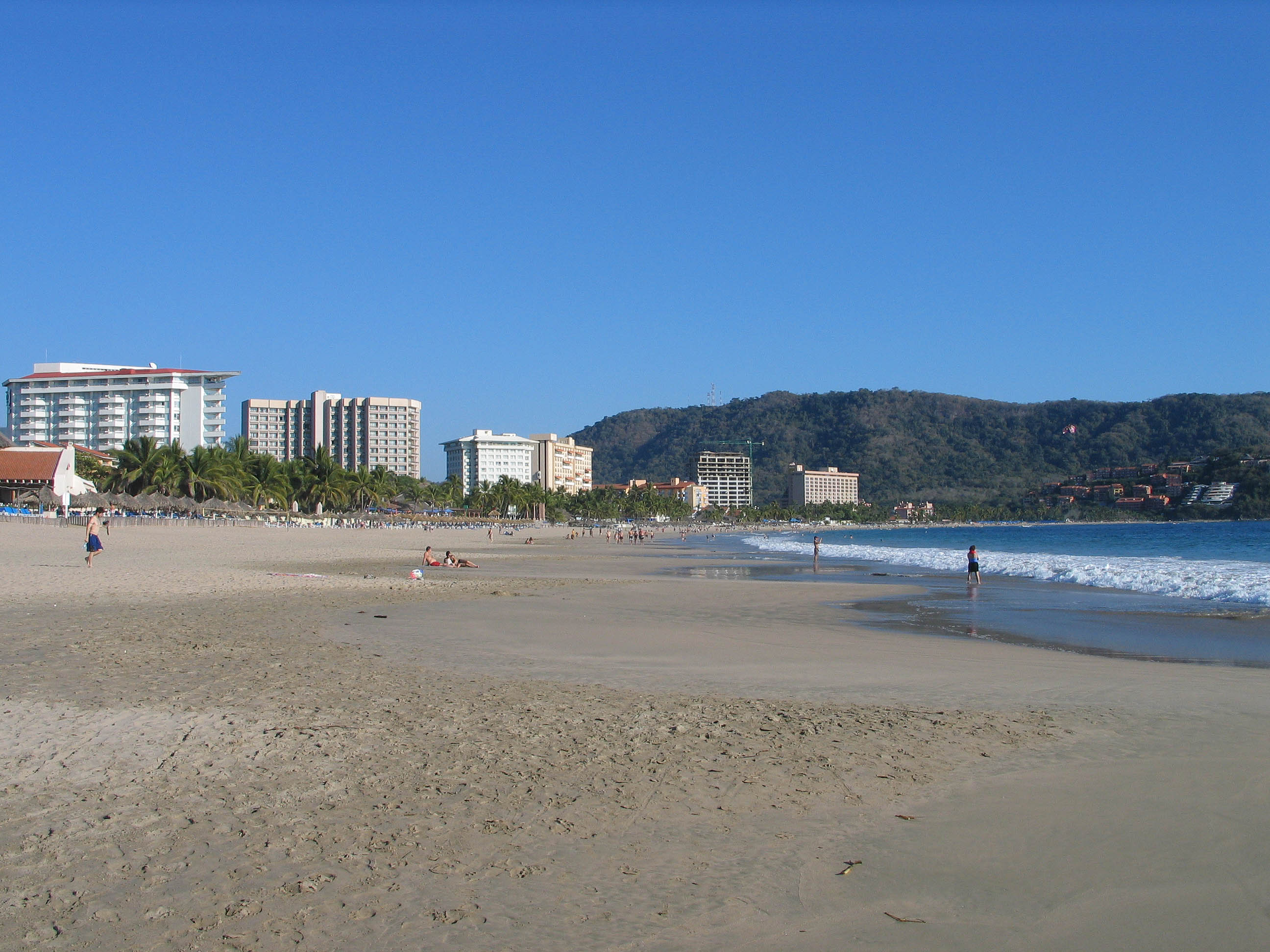